# となりのたまげ太くん
『となりのたまげ太くん』（となりのたまげたくん）は、石ノ森章太郎による日本の漫画作品。『たまげ太くん』のタイトルでテレビアニメ化もされた。
タイムマシンなど、SF作品のアイテムを用いたギャグ漫画。『佐武と市捕物控』の佐武と市や『仮面ライダー』の仮面ライダーなどが登場した回も存在する。週刊少年マガジン（講談社）1965年8号に読み切りが掲載され、同年14号 - 33号にて連載されていた。その後、他誌でも散発的に連載されるようになった。

## 登場キャラクター
多摩毛太（たまげた）
声 - 松金よね子
本編の主人公。やすしの家の隣に引っ越して来た未来の少年。タイムマシンを使って毎度ドタバタ騒動を巻き起こす。スキンヘッドで頭頂が尖っており、激怒すると頭頂が噴火する。
やすし
声 - 浅井淑子
副主人公である現代（1974年当時）の少年で、たまげ太の親友。平凡な少年だったが、毎回たまげ太の騒動の巻き込まれる。
ヨッコ
声 - 恵比寿まさ子
やすしのあこがれの少女。
五利羅 / ゴリラ
声 - 加藤修
いじめっ子グループのボス。いつもたまげ太の事件でひどい目に合う。アニメ版ではゴリラという名前だった。
ヘルメ子
声 - 恵比寿まさ子
いじめっ子グループの紅一点。ヘルメットを被ったような髪型をしている。
ブル公
声 - 立壁和也
木常 / キツネ
声 - 青野武
ゴリラの子分。長身で細目。アニメではキツネという名。
たまげ太の父
声 - 北村弘一
たまげ太と共に未来からやって来た。インテリだがどこかズレている。ラッキョウのような頭。
やすしの母
声 - 恵比寿まさ子
ポチ
たまげ太のペットである恐竜。恐竜だが気は優しいものの、ネズミが苦手。
タイムマシン
たまげ太の家にあるメカ。たまげ太ややすし達を過去未来に移動させたり、過去の世界から人などを呼び寄せることができる。メカでありながら人間的で、時々たまげ太の指令通りの動かなかったりする。

## テレビアニメ版
1974年4月5日から1975年6月27日に日本テレビ系の『おはよう!こどもショー』の5分間のミニ番組において『たまげ太くん』のタイトルで放送された。全60話。

### スタッフ
- 原作・監督：石ノ森章太郎（当時：石森）
- 脚本：石ノ森章太郎、鈴木伸一 他
- 絵コンテ・演出：石黒昇、池野文雄 他
- 作画監督：鈴木伸一
- 美術：半藤克美
- アニメ制作：スタジオ・ゼロ

### 主題歌
レコードは東宝レコードから発売された。
オープニングテーマ「となりのたまげ太くん」
作詞 - 東北新社企画部 / 作曲 - 山田英二 / 歌 - 五十嵐洋子
エンディングテーマ「たまげ太くんのお通りだい」
作詞 - 東北新社企画部 / 作曲 - 山田英二 / 歌 - 五十嵐洋子

### 各話リスト
1. はらぺこ原始人の巻
2. ふしぎなたまごの巻
3. ふしぎな帽子の巻
4. ゴミ騒動の巻
5. キャンプはたのしいの巻
6. マラソン大会の巻
7. マッチ一本火事の元の巻
8. たんじょう日の巻
9. すきスキすきの巻
10. 雪合戦の巻
11. ボーリングおしえますの巻
12. ピーチク・パーチクの巻
13. 王子のかあちゃんの巻
14. お空で泳ごうの巻
15. 老人の日の巻
16. おねしょしちゃったの巻
17. トコトコ床屋の巻
18. 泳ぎに行こうの巻
19. イタズラ猫の巻
20. 赤ちゃんのおもりの巻
21. 少年博士の巻
22. 宝石の国の巻
23. カメラマンの巻
24. びっくりしたらひらめいたの巻
25. 逃げた魚は大きいよ! の巻
26. あべこべ国の巻
27. すてておいでの巻
28. 虫歯を抜こうの巻
29. お菓子の国の巻
30. やすしとキリギリスの巻
31. 底抜けカーボーイの巻
32. ネコの国の巻
33. ほんもの怪獣の巻
34. 親切コリゴリの巻
35. 大そうじはサボろうの巻
36. ネコを追い出せの巻
37. ねむれないよの巻
38. おじさんをおどろかせようの巻
39. おばけだぞ〜の巻
40. 浦島太郎の巻
41. キチガイ博士の巻
42. マシンのやきもちの巻
43. 坊やのお家はどこ? の巻
44. ポチのお家の巻
45. にく〜いネズミの巻
46. おかしな貯金箱の巻
47. ブンブンカッカの巻
48. 外であそぼうの巻
49. 気まぐれマシンの巻
50. クビナガ竜の巻
51. ネス湖のおばけの巻
52. 女はこわいよ〜の巻
53. 春はどこからの巻
54. き〜よしこのよ〜るの巻
55. ヘンテコリンな忍者の巻
56. さかな釣りの巻
57. おかしなおかしな男の子の巻
58. ポチの赤ちゃんの巻
59. 花咲かじいさんの巻
60. た〜こたこあがれの巻

（参考：蝸牛社『ザ・石ノ森章太郎 PART II』ISBN 487661105X 362頁。なお、タイトル番号は製作ナンバーで、放映日はこの文献では不明）

### CS放送
- 2007年4月から6月まで、ファミリー劇場において、6本を一まとめにした30分番組として放送した。
- 第41話「キチガイ博士の巻」は、サブタイトルクレジット部を省いて放送した。